# Jason Bourgeois
Pour les articles homonymes, voir Bourgeois.
Jason Jerrod Bourgeois (né le 4 janvier 1982 à Houston, Texas, États-Unis) est un ancien joueur de champ extérieur de la Ligue majeure de baseball.

## Carrière

### Ligues mineures
Joueur au école secondaire Forest Brook à Houston, au Texas, Jason Bourgeois est le choix de deuxième ronde des Rangers du Texas en 2000. Après avoir évolué cinq ans en ligues mineures dans l'organisation des Rangers, graduant entre 2000 et 2004 jusqu'au niveau Double-A, Bourgeois est réclamé au ballottage par une autre équipe du baseball majeur, les Braves d'Atlanta, le 23 mars 2005. Son chemin vers le plus haut niveau est marqué par de nombreux changements d'équipe : il joue successivement en ligues mineures pour des clubs affiliés aux Mariners de Seattle (2006), aux White Sox de Chicago (2007-2008) et aux Brewers de Milwaukee (2009), avant que la procédure de ballottage ne l'envoie le 26 octobre 2009 avec l'équipe de sa ville natale, les Astros de Houston. Tout au long de son parcours dans les mineures, il s'impose comme bon frappeur pour la moyenne au bâton. Celle-ci s'élève souvent au-dessus des ,300. Il est aussi remarqué pour sa vitesse, réussissant régulièrement plus de 30 vols de buts par saison.

### Ligues majeures
Bourgeois fait ses débuts dans les majeures le 9 septembre 2008 pour les White Sox de Chicago. Il réussit son premier coup sûr au plus haut niveau le 18 septembre dans un match des Sox contre les Yankees de New York, alors qu'il cogne un double face au lanceur adverse Chris Britton. Bourgeois joue six matchs pour Chicago.
Passé aux Brewers de Milwaukee, il dispute 24 parties avec eux en 2009, réussissant au passage son premier coup de circuit dans le baseball majeur, le 28 août 2009 contre le lanceur Zach Duke des Pirates de Pittsburgh. Il réussit de plus ses trois premiers buts volés.
Réserviste au champ extérieur pour les Astros de Houston, Jason Bourgeois obtient la chance de jouer dans 69 parties durant la saison 2010. Il maintient une moyenne au bâton d'à peine ,220 avec trois points produits, mais il vole aussi 12 buts en 16 tentatives.
Bourgeois présente une très bonne moyenne au bâton de ,294 en 93 parties en 2011. Ses 31 buts volés représentent le meilleur total des joueurs des Astros après les 39 réussis par Michael Bourn avant d'être échangé à Atlanta.
Le 20 mars 2012, Bourgeois et le receveur Humberto Quintero sont échangés aux Royals de Kansas City en retour du lanceur gaucher Kevin Chapman. Il vole 5 buts en 30 matchs pour Kansas City en 2012.
Chez les Rays de Tampa Bay en 2013, Bourgeois fait 9 apparitions, ne récoltant que 3 coups sûrs en 18 passages au bâton.
En novembre 2013, il rejoint les Reds de Cincinnati. Il joue 86 matchs des Reds en 2014 et 2015 et compile 3 circuits, 15 points produits, 33 points marqués et seulement 3 buts volés.
Bourgeois signe un contrat des ligues mineures avec les Diamondbacks de l'Arizona le 11 décembre 2015.